# Легкорельсовый транспорт Ыйджонбу
U Line — полностью автоматическая транспортная система в Ыйджонбу, Сеульский столичный регион, Южная Корея. Представляет собой скоростной трамвай или лёгкое метро. Одна поездка стоит 1,350 вон.
Буква «U» взята из названия города Ыйджонбу (Uijeongbu). Транспортная система использует поезда «208-й серии» Véhicule Automatique Léger, построенных компанией Сименс. Система очень похожа на метро Тулузы во Франции. На всех станциях установлены платформенные раздвижные двери.
Линия системы длиной 11,2 км проложена на эстакаде. Ширина колеи - 1620 мм.
Имеет переход на линию 1 Сеульского метрополитена на станции Хверён.
В часы пик интервал между поездами составляет три с половиной минуты, в остальное время — от 6 до 10 минут. Поезда находятся в эксплуатации по 19,5 часов в день, с 5 утра до 0:30 ночи.
Поездка от станции Балгок до конечной Тапсёк занимает 19 минут и 54 секунды, тогда как на автомобиле тот же путь занимает 31 минуту 6 секунд, а на автобусе 40 минут и 6 секунд.
Планируются два расширения сети.

## История

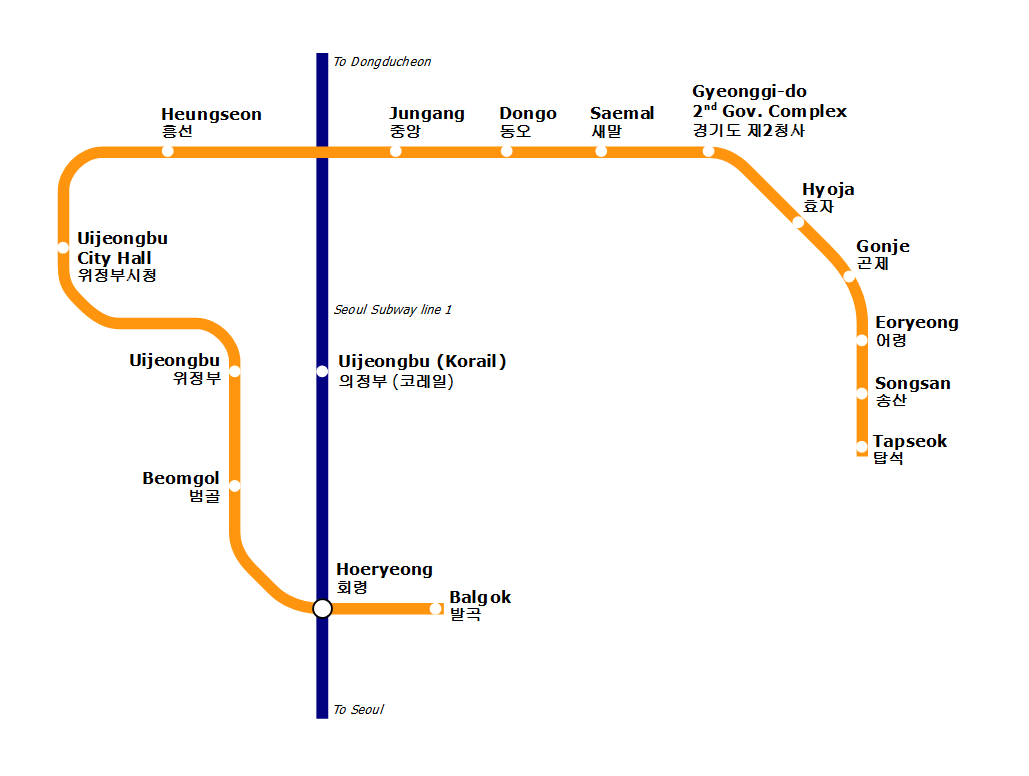
Схема линии

- 1995, декабрь — начало планирования
- 2004, август — подрядчиком выбран строительный консорциум GS
- 2005, октябрь — основана компания-эксплуатант
- 2007, июль — церемония в честь начала строительства
- 2007, август — начато полномасштабное строительство
- Лето 2011 — уложены все пути
- Осень 2011 года — завершение работ по сигналам
- 2012, февраль-июнь — тестирование системы
- 2012, 29-30 июня — бесплатная работа системы до официального открытия[8]
- 2012, 1 июля — переход на платную основу[9]
- 2014, 6 декабря — переход на единые тарифы по всему метро[10]. Установлен тариф 1350 вон с доплатой 300 вон при пересадке на метро. Установлен тариф 1350 вон с доплатой 300 вон при пересадке на метро.

## Тарифы
1350 вон за билет на одну поездку. Для школьников и студентов предусмотрены скидки, пенсионеры имеют право бесплатного проезда.

## Станции
На линии 15 станций:
- Пальгок (발곡)
- Хверён (회룡)
- Помколь (범골)
- Ыйджонбу (의정부)
- Ыйджонбусичхон (의정부시청)
- Хынсон (흥선)
- Ыйджонбу-чунан (의정부중앙)
- Тоно (동오)
- Сэмаль (새말)
- Кёнгидочхон-пукпучхонса (도청 북부청사)
- Хёджа (효자)
- Кондже (곤제)
- Орён (어룡)
- Сонсан (송산)
- Тапслк (탑석)